# Гельмут Леман
Гельмут Леман (нім. Helmut Lehmann; 1 грудня 1882, Берлін — 9 лютого 1959 року, там же) — німецький політичний і державний діяч, член Політбюро ЦК СЄПН.

## Біографія
У 1900—1903 працював помічником юриста, потім — в області медичного страхування та у профспілках.
Член Соціал-демократичної партії Німеччини з 1903 року.
У 1914 працював секретарем Федерації німецьких фондів медичного страхування.
З 1914 по 1933 рр. — виконавчий директор Федерації німецьких лікарняних кас, найбільшої медичної страхової організації Веймарської республіки (демократичної орієнтації).
Антифашист. В період нацистської диктатури в Німеччині кілька разів заарештовувався і знаходився в тюремному ув'язненні.
З 1945 року — член ЦК СДПН у Берліні. Провідний експерт у галузі соціальної політики СДПН. Під час виборів у 1946 році був обраний депутатом німецького парламенту.
Брав участь в роботі по об'єднанню СДПН і КПН, займався розробкою принципів та цілей партії, зафіксованих у статуті СЄПН.
З 1946 по 1950 — член Політбюро ЦК СЄПН.
У 1946—1959 рр. — голова німецької благодійної організації «Народна солідарність».
З 1950 по 1959 р. був головою ради соціального захисту та забезпечення НДР.
Зіграв ключову роль у реформі соціального забезпечення Німеччини в радянській окупаційній зоні (національного страхування).
Похований у Меморіалі соціалістів на Центральному кладовищі Фрідріхсфельде в Берліні.

## Нагороди
- Орден Карла Маркса (1953)
- Орден «За заслуги перед Вітчизною» (НДР) I ступеня (1957)